# ISO/TR 15801:2004
ISO/TR 15801:2004 é uma norma para a gestão e controlo de documentos electrónicos. Impõe regras aos Sistemas de Informação.
A ISO/TR 15801:2004 pode ser aplicada em qualquer sistema de gestão de informação, incluindo o tradicional armazenamento de documentos em imagem, tecnologias “Workflow” e COLD/ERM ou na utilização de qualquer tipo de armazenamento electrónico.
A norma ISO/TR 15801:2004, descreve a metodologia de implementação e operação de Sistemas de Gestão da Informação que armazenam a informação em formato electrónico, onde a fiabilidade, autenticidade e integridade, são factores de extrema importância. O ciclo de vida dos documentos armazenados electronicamente deve ser rastreado, desde a sua criação e/ou captura, até à sua eventual destruição.
Esta norma não aborda o processo para avaliação da autenticidade da informação, mas sim a forma de armazenamento e importação para o sistema onde esta se encontra. Contudo pode ser utilizada para demonstrar que o “out-put” fornecido pelo sistema é uma reprodução fidedigna do documento original.